# Операција Циркус
Операција Циркус је била заједничка операција Вермахта и четника против партизана у Србији. Вођена је од 24. до 30. септембра 1944. године.
Циљ операције био је овлађивање колубарским побрђем. Операција је почела 24. септембра
1944, уз учешће 7. СС-дивизије „Принц Еуген“, 1. пука „Бранденбург“ (без 1. батаљона), 202. тенковског батаљона, делова 5. полицијског пука и четника Шумадијске и Колубарске групе корпуса.
То су ипак биле недовољне снаге да би омеле офанзивна дејства 1. армијске групе НОВЈ, па су немачке јединице, и поред извесних почетних резултата, одустале од даљих операција због појаве трупа Црвене армије на југословенској граници.

## Позадина
Продором 1. пролетерског и 12. ударног корпуса у западну Србију и Шумадију за Немце се знатно погоршала ситуација у Србији. Заузимањем подручја Букуље, Венчаца и Рудника, снаге 1. пролетерског корпуса директно су угрозиле комуникацију Краљево—Крагујевац—Београд, којом су Немци извлачили трупе Групе армија „Е“ из Грчке, ради њиховог упућивања на фронт у источну Србију, у Подунавље и Банат и за одбрану Београда.
Јединице 5. дивизије НОВЈ су већ у току 21. и 22. септембра извеле неколико успјешних акција на дијелу комуникације Топола—Младеновац. Ноћу 20/21. септембра на реци Милатовици срушиле су мост и заједно са мостом дигле у ваздух два камиона са војском и један тенк, уништиле још четири камиона и избациле из строја доста Немаца; код Баџакове ћуприје из заседе напале су њемачку моторизовану колону, нанеле јој губитке у људству и спалиле три камиона, а један батаљон заузео је Тополу, протеравши слабу немачку посаду. Појављивањем јаке немачке моторизоване колоне цестом из Крагујевца, батаљон је напустио градић. Следеће ноћи две заседе НОВЈ напале су немачке колоне, спалиле четири, а оштетиле шест камиона и избациле из строја око 60 војника.

## Ток операције
Да би колонама обезбедио слободан пролаз цестом Крагујевац—Београд, и одбацио јединице 1. пролетерског корпуса на запад, генерал Ханс Фелбер је предузео противнапад на правцима Чачак—Горњи Милановац—Доња Шаторња и Топола—Аранђеловац. У том противнападу, који је добио назив „Циркус“ учествовали су: 1. пук „Бранденбург“, 14. брдски пук 7. СС дивизије „Принц Еуген“, четничке снаге Шумадијске групе корпуса и мање Недићеве јединице.
У току 21. и 22. септембра 14. брдски пук у нападу од Чачка овладао је комуникацијом Чачак—Горњи Милановац—Рудник и избио у Доњу Саторњу. Не упуштајући се у теже фронталне борбе, јединице 21. дивизије водиле су маневарску одбрану. Истовремено (21. септембра) два батаљона Четврте крајишке бригаде уз садејство делова Прве крајишке бригаде, код села Мисаче (северно од Аранђеловца), разбили су Други равногорски четнички корпус, јачине око 500 људи. Погинуло је 30, а заробљено 60 четника, заплењена су 4 пушкомитраљеза, лаки бацач, 35 пушака и друга опрема.
Због наступања Немаца цестом Горњи Милановац—Шаторња, а да би им спречила продор преко Белановице ка Љигу и Лазаревцу, 5. дивизија НОВЈ је ноћу 22/23. септембра извршила нови распоред јединица: Прва крајишка бригада у Јеловик и Драгољ, да затвори правац према Белановици; Десета крајишка бригада у рејон Венчац—Вукосавци, за дејство на комуникацију Доња Шаторња—Белановица; 21. шумадијска бригада у рејон Букуља—Буковик, а са мањим снагама да контролише Пресеку и Аранђеловац; 4. крајишка бригада у рејон села Зивковци (северно од Белановице), као општа резерва.
Први јачи напад Немци су извели 24. септембра када су заузели Венчац и село Бању. Следећег дана били су неактивни. Оценивши да Немци немају снага за озбиљнији продор према Љигу и Даросави, Штаб 5. дивизије је 25. септембра извршио нови распоред бригада који је омогућавао извођење акција лаким јединицама на комуникације Топола—Космај и Топола—Доња Шаторња, и ангажовање на ширем простору ради мобилизације људства.
Како нису имали довољно снага за продор ка Љигу и Лазаревцу, Немци су били упорни да и по цену губитака у борбама са јединицама 21. и 5. дивизије НОВЈ пребаце 7. СС дивизију „Принц Еуген“ цестом Чачак—Горњи Милановац—Рудник—Топола која је хитала у рејон Ниша и да другим трупама обезбеде слободан пролаз цестом Крагујевац—Београд.
На напад Прве крајишке бригаде ноћу 27/28. септембра на Бању, Венчац и Доњу Шаторњу, Немци су ујутро 28. септембра одговорили нападом на целој линији од Пресеке до Горње Трешњевице. Они су у почетку успели да заузму дио Пресеке и да уђу у предграђе Аранђеловца, али су противнападом јединица 4. крајишке и 21. српске бригаде одбачени према Бањи. И на осталим правцима јединице 1. и 10. крајишке бригаде приморали су Немце да се повуку на полазне положаје. У тој борби Немци су имали 47 погинулих, а јединице НОВЈ 18 рањених, од којих 3 теже.
Окупатор је 30. септембра поново извршио напад на сектору 5. дивизије, али овога пута са знатно јачим снагама. У нападу су учествовали: 14. брдски пук, јединице 1. пука „Бранденбург“ и 202. тенковског батаљона и недићевци. Напад је подржавала авијација. Непријатељ је заузео Пресеку и Капетанове станове и ушао у Аранђеловац. На правцу Белановице, код 10. крајишке бригаде, стање је остало непромењено.
Ноћу између 30. септембра и 1. октобра и у току 1. октобра, 1. и 10. крајишка бригада извршиле су неколико противнапада и потиснуле Немце на Венчац и од Горње Трешњевице према Шаторњи.

## Исход
Првог октобра Немци су напустили Пресеку и Аранђеловац, а следећег дана Венчац и Доњу Шаторњу. Цео 14. брдски пук повукао се у Тополу, а јединице пука „Бранденбург“ пошле су за источну Србију. Пошто су ноћу 27/28. септембра напустили Горњи Милановац, а ноћу 1/2. октобра Доњу Шаторњу, Немци нису више покушавали да користе комуникацију Чачак—Горњи Милановац—Топола.